# Soglé
Soglé (en macédonien Согле) est un village du centre de la Macédoine du Nord, situé dans la municipalité de Tchachka. Le village comptait 137 habitants en 2002. Il fait partie de l'Azot.

## Démographie
Lors du recensement de 2002, le village comptait :
- Albanais : 43
- Macédoniens : 88
- Turcs : 3
- Serbes : 2
- Autres : 1